# Infektionsschutz
Unter Infektionsschutz, genannt auch Seuchenprävention und Seuchenhygiene,  werden alle Maßnahmen verstanden, die eine Übertragung oder Verbreitung eines Infektionserregers verhindern oder die Übertragungswahrscheinlichkeit oder die Schwere und Häufigkeit des Ausbruchs einer Infektionskrankheit reduzieren sollen. Der Infektionsschutz umfasst individuelle Schutzmaßnahmen und alle Möglichkeiten der sogenannten Infektionsprävention, die das Auftreten und Verbreiten von Infektionskrankheiten innerhalb einer bestimmten Gruppe oder der Gesamtbevölkerung reduzieren oder verhindern können.
Bezüglich der Art der Maßnahmen wird unterschieden in Expositionsprophylaxe (beispielsweise mechanische Schutzmaßnahmen wie Mund-Nasen-Schutz usw.), Dispositionsprophylaxe (Erhöhung der Krankheitsabwehr, z. B. durch Impfungen), und Maßnahmen zur Erregerentfernung und -inaktivierung (Desinfektion, Sterilisation). Zudem gehören zum Infektionsschutz alle gesetzlichen Bestimmungen zur Anzeige- und Mitteilungspflicht von Infektionskrankheiten und zur Verhinderung und Eindämmung von epidemischen Ereignissen (Infektionskontrolle).
Die Verhütung und Bekämpfung übertragbarer Krankheiten (früher: Seuchenschutz) dient ebenfalls der Verhinderung des Fortschreitens einer Krise auf die Stufe eines Katastrophenfalls. Zu den Aufgaben, die unter Beteiligung der örtlichen Gesundheitsämter bzw. der Kreisverwaltungsbehörden oder Ordnungsämter verrichtet werden, zählen insbesondere das Management von Kontaktpersonen sowie Maßnahmen wie die Schließung von öffentlichen Einrichtungen wie Schulen, Kindergärten und Badeanstalten, die Untersagung von Großveranstaltungen, die Stilllegung des öffentlichen Nahverkehrs, Einreiseverbote und die Anordnung häuslicher und stationärer Isolierung bzw. Quarantäne. Seit Eintreten der Corona-Pandemie haben neben staatlich vorgegebenen Maßnahmen auch privatwirtschaftliche Präventionsvorkehrungen zugenommen.

## Gesetzliche Regelungen zum Infektionsschutz

### Deutschland
Bestimmungen enthalten hauptsächlich das mit dem Seuchenrechtsneuordnungsgesetz vom 20. Juli 2000 eingeführte Gesetz zur Verhütung und Bekämpfung von Infektionskrankheiten beim Menschen (Infektionsschutzgesetz – IfSG) und für das Tierseuchenrecht das Tiergesundheitsgesetz (TierGesG).
Weitere Regelungen finden sich im Abfallrecht mit dem Kreislaufwirtschaftsgesetz (KrWG) oder dem Tierische Nebenprodukte-Beseitigungsgesetz (TierNebG), im Lebensmittelrecht insbesondere mit dem Lebensmittel-, Bedarfsgegenstände- und Futtermittelgesetzbuch (LFGB) oder der Tierische Lebensmittel-Hygieneverordnung (Tier-LMHV), in der Gefahrstoffverordnung, im Arbeitsschutzgesetz, im Transplantationsgesetz, der Biostoffverordnung, Trinkwasserverordnung (TrinkwV) und in weiteren Hygieneverordnungen des Bundes oder der Länder.
Darüber hinaus haben technische Regeln zum Infektionsschutz praktische Bedeutung, indem polizeiliche Regelungen der vorgenannten Art oder auch Verträge auf darin abgebildete Erkenntnisse der Fachleute verweisen können und die Regelungswerke Empfehlungen zur Umsetzung der gesetzten oder technisch möglichen Standards geben. Zu solchen Regelungswerken zählten etwa die DIN 1946 (Teil 4 zu Raumlufttechnischen Anlagen in Krankenhäusern) und DIN 19643 (Anforderungen an die Badewasserqualität von Beckenbädern).

### Österreich
In Österreich gilt für den Infektionsschutz bei Tieren das österreichische Tierseuchengesetz, das Zoonosengesetz und die Tierseuchen-Anzeigepflichtverordnung.
Für den Infektionsschutz beim Menschen gelten das Epidemiegesetz, die Verordnung zur Absonderung Kranker, Krankheitsverdächtiger und Ansteckungsverdächtiger und Bezeichnung von Häusern und Wohnungen, das AIDS-Gesetz, das Geschlechtskrankheitengesetz und das Tuberkulosegesetz, außerdem die Verordnung über gesundheitliche Vorkehrungen für Personen, die sexuelle Dienstleistungen erbringen.

### Schweiz
In der Schweiz gelten das schweizerische Tierseuchengesetz und die Tierseuchenverordnung, für den Menschen das Epidemiengesetz (EpG) und verschiedene Verordnungen des Bundesrates sowie des Eidgenössischen Departements des Innern (EDI) wie die VO über die Prävention der Creutzfeldt-Jakob-Krankheit oder die EDI-VO über die Verhinderung der Einschleppung von neu aufgetretenen Infektionskrankheiten.